# 조이아역
조이아역(이탈리아어: Gioia)은 밀라노 지하철의 2호선의 역이다. 1971년 7월 12일에 문을 열었다.
이 역은 밀라노 코무네 내에 있으며, 멜키오레 조이아 거리와 피렐리 거리에 위치해 있다. 또한 첸트로 디레치오날레 디 밀라노 (Centro Direzionale di Milano)로 이동하는 중심지이기도 하다.
지하에 위치한 역이며, 두개로 나뉜 터널에 두 선로가 각각 있는 구조로 되어 있다.

## 시설
이 역에는 다음과 같은 시설이 있다.
- 장애인 승객을 위한 접근 시설
- 에스컬레이터
- 승차권 자동 판매기
- 역 감시카메라

| 밀라노 지하철                   | 밀라노 지하철       | 밀라노 지하철                                         |
| ------------------------------- | ------------------- | ----------------------------------------------------- |
| 첸트랄레 제사테 / 콜로뇨 노르드 | 밀라노 지하철 2호선 | 가리발디 FS 아비아테그라소 / 아사고 밀라노피오리 포룸 |